# Selonia (Lettonia)
La Selonia (lettone: Sēlija, lituano: Sėla), conosciuta anche come Augšzeme (la "Terra Alta"), è una regione culturale della Lettonia, incastonata nella parte orientale della storica regione lettone della Semigallia.
Non è una divisione amministrativa nella moderna Lettonia, in quanto divisa in diversi distretti (novadi): Augšdaugava, Jēkabpils ed Aizkraukle, che si trovano sulla riva sinistra del fiume Daugava. Alcuni abitanti parlano ancora un sotto-dialetto di una lingua parlata in Letgallia, derivato però dalla lingua selonica antica.
Convertita da Albrecht von Buxthoeven nel 1208, si alleò con la Lituania per salvare la propria indipendenza. Fu poi unita alla Semigallia e da allora la sua storia si riallaccia alla Storia della Lettonia.
Oggi la regione è abitata da lettoni, russi e lituani.